# В заростях
«У заростях» — популярна білоруська патріотична пісня на слова Наталії Арсеннєвої та музику Миколи Щаглова-Куликовича.
Вперше пісня була опублікована під час Другої світової війни в журналах «Білорус на варті» та «Живе Білорусь». У 1944 р. він також увійшов до збірки пісень СБМ «Гімн молоді». У 1979 році пісня увійшла до збірки вибраних творів поетеси «Між берегами» (розділ «Тема весни»).
Переклав на англійську Ґай Пікарда.

## Слова
У 1944 році пісня складалася з трьох строф. У збірці «Між берегами» поетеса додала до них четверту, яка стала третьою у вірші. Існує варіант із заміною рядка «не маскаль-бальшавік і ня лях» на «не чужыя варожыя сілы». Також у другій строфі змінно співається «сэрдцы» (замість «сэрдцах») і «толькі» (замість «але»).
| Білоруською (1944):                                                                                                   | Білоруською (1979):                                                                                                   | Англійський пергклад (Ґай Пікарда): |
| --- | --- | --- |
| У гушчарах, затканых імглою, Шэрым змрокам, на золку ў зару Ахвяруем Табе мы сабою Кожны дзень, кожны час, Беларусь!  | У гушчарах, затканых імглою, шэрым змрокам, на золку, ў зару ахвяруем Табе мы сабою кожны дзень, кожны час, Беларусь! | A dim mist shrouds the underwood yonder, Stars are hidden by storm clouds that lower, We'll stand by you, through lightning and thunder, Belarus — every day, every hour.         |
| І няма ў сэрцах жалю ды страху, Мы адвагай юнацкай гарым,— Не маскаль-бальшавік і ня ляхі, Але Ты нас вядзеш да зары! | І няма ў сэрцах жалю ні страху, мы адвагай змагарнай гарым: ня чужыя жануць нас у далеч, але Ты нас вядзеш да зары.   | Stout of heart, we flinch not from grim labours, Fired by youth, we'll face bloodshed and wars. We look not for the help of false neighbours, Only you lead the way to the stars! |
| | І мы верым, яна разгарыцца ўстане зноў над краінаю дзень бо ня стане змагар, не скарыцца прад нягодаю ніколі, нідзе.  | |
| Хмараў дым над галовамі тае, Вецер дыхае мятай, быльлём. Беларусь, Беларусь залатая, За Цябе, за Цябе мы ідзём!       | Хмараў дым над галовамі тае, вецер дыхае мятай, быльлём. Беларусь, Беларусь залатая, За Цябе, за Цябе мы ідзём!       | Though above us the thunder storm gathers, Windswept skies will return, clear and blue: Belarus, golden Land of my Fathers, ‘This for you that we march, ‘it's for you!           |

## Виконавці
Після Другої світової війни і до кінця 1980-х років пісня виконувалася в середовищі білоруської еміграції.
До Білорусі пісня повернулася в пізньорадянський час і була переспівана багатьма виконавцями, в тому числі такими як:
- Білий Легіон[8]
- Старий Ольса[9]
- NRM[10]
- Данчик[11]
- Союз[12]
- Молот[13]

У 2016 році Trollwald випустили однойменний альбом з однойменною піснею, але вони не пов'язані з піснею зі словами Наталії Арсеннєвої.